# Gímes
Gímes (más írásmóddal Ghymes, szlovákul Jelenec) község Szlovákiában, a Nyitrai kerületben, a Nyitrai járásban.

## Földrajza és élővilága

### Fekvése
Nyitrától 14 km-re, északkeletre található. A Tribecs-hegység délkeleti lejtői, valamint a Zsitva-menti dombság határolják. A község a Gímes-patak völgyében fekszik.

### Éghajlata
A község meleg klímaterületen fekszik. A dombsági rész téli (-1,5–4 °C) és nyári középhőmérséklete (18,5–19,5 °C) valamivel magasabb, mint a kishegységié (téli: -3,5–6 °C, nyári: 17–17,5 °C). A csapadékmennyiség a dombsági részen alacsonyabb (évi 650–700 mm), mint a kishegységin (650–850 mm). A uralkodó szélirány nyáron északnyugati, télen keleti.

### Geológiája
A község területének egy részén barna és illimerizált talajok (a löszös dombsági területen), a másik részén pedig már hegységi talajok vannak, melyeket főképp tölgyerdő borít. A község kataszteri területe 2718 ha. A községet délkeletről főleg szántók uralják, a Tribecs felé pedig szőlőst és gyümölcsöst is találunk. Kőzettani szempontból a dombsági részt újharmadkori brakikus és édesvízi medencében lerakódott üledékek alkotják: vályog, homok, homokkőpad, valamint aprókavics. A felszínt negyedkori üledékek borítják: lösz, löszös agyag (főleg a talaj felső része) és vályog (főleg a talaj mélyebb részei) homokos övezetekkel. A Béládi-medencében neogén lignitrétegek szabálytalanul helyezkednek el. A községtől nyugatra 8 szénréteget találtak, melyek 83 méter kiterjedésű produktív rétegben helyezkednek el. Az egyes rétegek vastagsága általában 2–3 méter. A szén változó minőségű. 1860–1870 között szénbányászat is folyt itt.

## Története

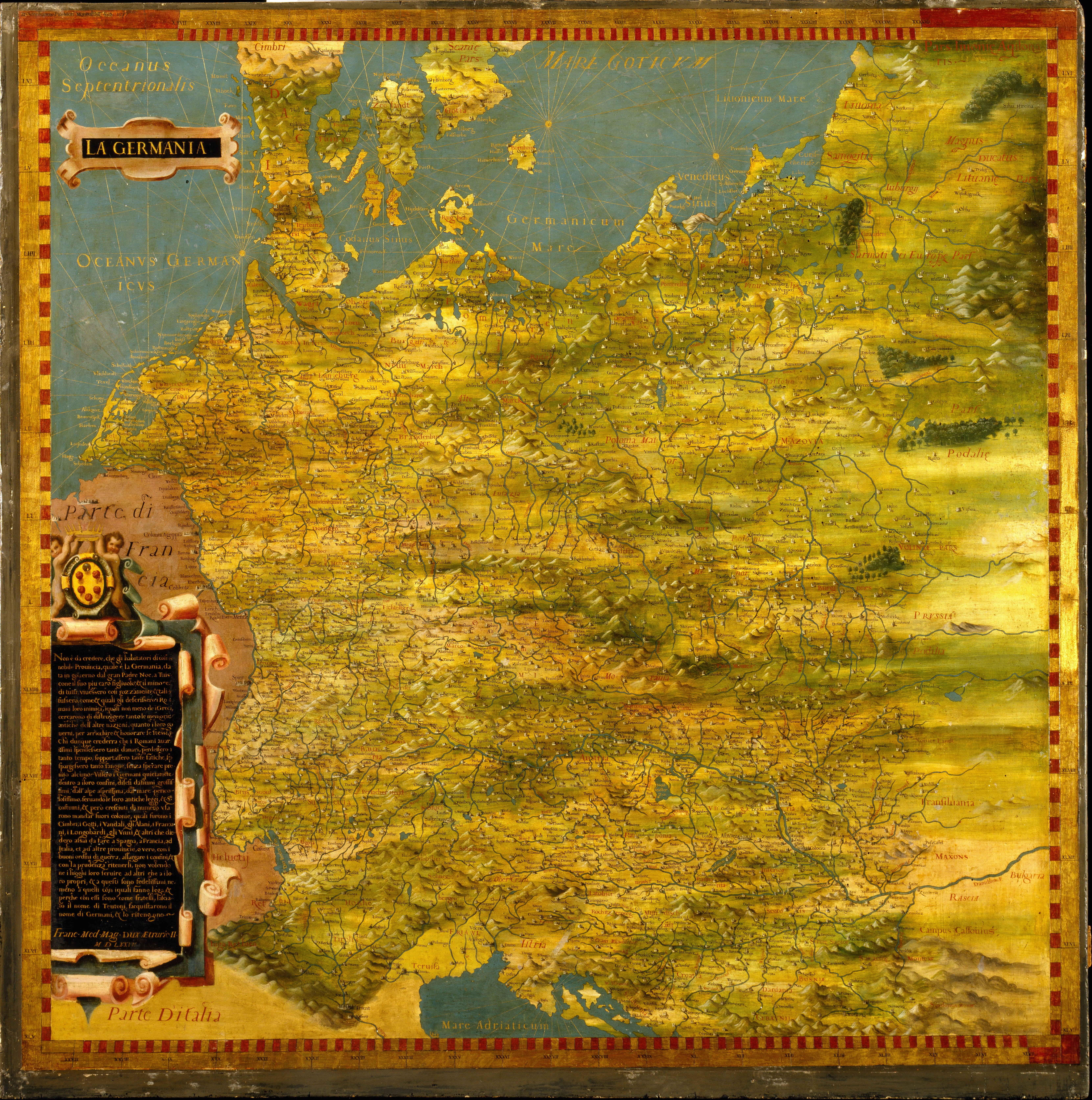
Gímes az 1577-es firenzei térképen

A község területén már az újkőkorban is éltek emberek, a bádeni kultúra tárgyi emlékeit tárták itt fel. 174-ben ezen a vidéken vezette Marcus Aurelius császár a kvádok elleni hadjáratát.
A mai település első említése 1113-ban a zobori bencés apátság oklevelében történik „Gimes” néven. Későbbi említései: „Gumes” (1226), „Guymes” (1232), „Gymus” (1253), „Inferior, Superior Ghymes” (1295), „Noggymus” (1350), „Gyemes” (1356), „Gymes a Maior et Minor”, „Kysgymes”, „Felgymes” (1386).
1226-ban II. András király a birtokot a Hontpázmány nemzetség Nyitra megyei ágához tartozó Ivánkának adja. Várát Ivánka fia, a Hontpázmány nembeli András koronaőr (1247), főtárnok-mester (1249), a Forgách család őse (ki az 1241-es sajómezei Muhi csatában a menekülő királynak saját lovát átengedte) építtette 1265 táján, a Nyitra és Bars közötti út ellenőrzésére. 1273-ban András és fiai hősiesen megvédték a várat II. Ottokár cseh király ostromától, így a vár a Hont-Pázmány (Hunt-Paznan) nemzetség birtokában maradt. 1295-ben a települést két faluként (Alsó- és Felső-Gímes) említik, melyeket egy erdő választott el egymástól. A szőlőtermesztésnek ekkor már több évszázados hagyományai voltak a vidéken. 1303 után ezt a területet is Csák Máté szerezte meg, akinek Detre nevű megbízottja igazgatta az uradalmat és csak halála után, 1321-ben került királyi kézre a vár. A település 1350-ben piactartási jogot kapott, 1356-tól királynéi birtok. 1386-ban Mária királynő örök adományul Forgách Balázsnak és rokonainak adta. 1430-ban a Forgáchok lecsapoltatták a falu alatti mocsarat és a várat kibővítették.
Az első török támadás 1530-ban érte a települést, amely egy 1570-es feljegyzés szerint már a töröknek fizetett adót. 1576-ban a török mégis megtámadta a falut és a várat is felgyújtotta. Gímes szerepel az 1577-es firenzei Stefano Bonsignori által festett térképen is Gymez alakban. 1610-ben lakói fellázadtak az adózási terhek ellen. A Forgáchok 1613-ban kijavíttatták a sérült várat, melynek Nyitra eleste után lett komolyabb szerepe, a 17. század elején épültek külső védművei. 1663-ban Nyitra várának eleste után a török ismét felégette a falut, melynek lakói ezután újra a töröknek adóztak. 1715-ben szőlőkert és 18 adózó háztartás volt a községben. 1722-ben felépült a község temploma. 1726-ban vásártartási jogot kapott a község. 1752-ben 80 család lakta. 1787-ben 138 házában 1023 lakos élt.
A várat 1712-ben és 1755-ben is újjáépítették a Forgáchok és a várban barokk kápolnát alakítottak ki. 1885-ig használták illetve lakták a várat, de mivel nem felelt meg a kor követelményeinek és az átalakítás hatalmas összeget emésztett volna fel, így végleg a faluban álló 18. századi barokk kastélyba költöztek. A vár elhanyagolt állapotba került és pusztulásnak indult.
1828-ban 134 háza volt 939 lakossal. 1833-ban Forgách Károly (1780. szeptember 7. – 1859. november 9.) cukorgyárat alapított. A tagosítást 1860-ban végezték.

Vályi András szerint: 
GIMES. vagy Gymes. Mező Város Nyitra Vármegyében, földes Ura G. Forgách Uraság, lakosai katolikusok, fekszik Nyitrához más fél mértföldnyire, és az Uraságnak, (mellyet IVdik Béla Királynak idejétől fogva bírnak) jeles kastéllyával ’s kertyével díszesíttetik. Határja jó termékenységű, fája, legelője makkja van, szőlöhegye néhol soványas, vagyonnyai külömbfélek, és meglehetősek, piatza Nyitrán, más fél órányira, második Osztálybéli.

Fényes Elek szerint: 
Ghimes, (Ghymes), magyar mv., Nyitra vgyében, Bars vmegye szélén, Nyitrától 2 órányira egy kies vidéken. Lakja 1034 kath., 8 zsidó. Urasági csinos kastély és kert; termékeny határ, sok erdő, bortermesztés, gesztenye s más gyümölcs bőven. – Egy órányi távolságra nyugot felé láthatni a régi Ghymes várát, a gr. Forgácsok törzsök lakhelyét fejérleni, melly az egész megyében egyedül maradt meg a hajdani várak közül lakható állapotban. Fekszik ez egy magos hegynek tetején, gesztenye erdőktől körülvétetve, melly hegy nyugot felől egyenes kősziklákból, mint valami roppant fal emelkedik fel, de a napkeleti oldalról könnyü felmenetelt enged még a szekérnek is. Régenten vontató hiddal, s mély árokkal védelmeztetett az ellenség ellen; a mint hogy ennek nyomait még most is láthatni. Nézésre méltó dolgok ezen várban: a nagy palota, hol 200–300 ember könnyen elférhet, s hol egy nagy vendégséghez mindenféle készületek találtatnak, a mellette lévő szobákban a Forgácsokat pánczélos öltözetben ábrázoló képek, némelly régi formáju székekkel, asztalokkal, s más házi butorokkal együtt; – az igen gazdag ékességü kápolna, a Lajola Sz. Ignácz tiszteletére, ki egyszersmind a vár patronusa. Itt különösen nevezetes egy mise-ruha, melly arany-fonal helyett asszonyi hajjal van kivarva igen csinosan és mesterségesen. Ez öregbik Forgács Pál gr. hitvesének, született Révay bárónénak ajtatos ajándéka; ki midőn férje papnak felszenteltetett, a klastromba apáczának menvén hosszu és igen szép haját lemetélte, s azokkal ezt a ruhát saját kezével kivarta.

A kápolna alatt van gr. Forgácsok sirboltja; az emlitett Lojola Sz. Ignácz tiszteletére gr. Forgács hagyományából minden esztendőben nagy bucsúünnep tartatik itt, a midőn a számosan öszvesereglett vendégek gazdagon megvendégeltetnek.

A mi már eredetét s viszontagságát illeti ezen várnak: első törzsöke a ghymesi gr. Forgács családnak s első épitője Ghymes várának Bányai Andrási Ivánka fija volt, kinek IV-ik Béla a sajó melletti ütközetben kimutatott vitézségéért 1256-ban Ghym földeket, meg a vele határos Ghymes nevü földet is oda ajándékozta. A Forgácsoktól Trencséni Máté erőszakosan elvette, de a rozgonyi csata után legyőzettetvén, ettől elesett, s a király kezére jutott, s ott is maradt (nem tudni mi okból) mind addig, mig 1-ső Maria ismét Forgács Balázsnak ajándékozá. – A török háborukban sokszor látott ellenséget, azonban soha be nem vétetett, sőt tetemes kárt sem szenvedett. 1613-ban gróf Forgács Zsigmond Nádorispán nagy költséggel megujitotta; de 1618-ban a Bethlen seregek elpusztitották s felprédálták; mindazáltal ezen eset után ismét ujabb izlés szerint felépült, s békeségben is maradott egész a század végéig, a midőn a törökök ezt a várat is felgyujtották, de be nem vehették. Gr. Forgács Zsigmond mint Rákóczy Ferencz vezére hűségtelensége miatt elvesztvén: 1-ső József császár gr. Wratislav csehországi cancelláriusnak adta 130,000 forintba; hanem ez 1712-ben III-ik Károly segedelmével ugyan annyi sommába gr. Forgács Pál rosnyói püspöknek általengedte. Ki is reá uj adománylevelet nyervén, familiájának új törzsöke lett, s a várat fijával együtt sok költséggel kiigazittatta, s a már fellebb érintett kápolnát épittette.

Nyitra vármegye monográfiája szerint: 
Ghymes, magyar község a ghymesi várhegy alatt, Barsvármegye határán. Lakosainak száma 1081, kik közül 894 magyar, 187 tót. Vallásuk r. kath. és kevés izraelita. Postája van, táviró- és vasúti állomása Nyitra. A XII. század elején királyi birtok volt. Kath. temploma 1720-ban épült. 1877-ben az izraeliták is építtettek itt imaházat. A községben van gróf Forgách Károly barokk-modoru földszintes kastélya, melyet gróf Forgách Pál püspök 1722-ben építtetett. A kastélyban a gazdag családi képtáron kívül érdekes és értékes régi festmények vannak, többek közt Francesco Trevisani velenczei mestertől, Max Pfeilertől, aki tudvalevőleg Eugen savoyai herczeg udvari festője volt, Izbéghi Mihály magyar festőtől, Paul Hemling, Van Dyck németalföldi mester tanítványától stb. A kastély becses barokk-bútorainak nagy része a ghymesi várból származik. Az összes csarnokok, termek és szobák falai tele vannak aggatva a ghymesi hitbizományi uradalom vadászati rofeumaival, melyek közt rendkívül érdekes és ritka darabok vannak. A tulajdonos gróf 1886-ban agancsgyüjteményéből 1756 példányt, 1891-ben 295 és 1896-ban 198 példányt küldött a budapesti orsz. erdészeti egyesületnek. Az itt maradt 1056 darab azon állatok agancsaiból áll, a melyeket a gróf sajátkezűleg lőtt, gyönyörű és vadban bő vadászterületén, melyen az általa honositott muflon is szabadon tenyészik. A ghymesi vadászatok országos hírüek. A falu fölött magas hegytetőn emelkedik Ghymesnek még romjaiban is nagyszabásu és büszke vára. Forgách András gróf 1242-ben kezdte építtetni. Ghymest Ivánka, a Forgách Ivánch nevü ősének fia nyerte II. Endrétől. A sok viszontagságot átélt vár történeti szerepléséről más helyen emlékezünk meg, itt még csak azt említjük fel, hogy a vár egész a mult század végéig lakható állapotban volt, de már e század elején romba dőlt.
A trianoni békeszerződésig Nyitra vármegye Nyitrai járásához tartozott. 1920-tól „Gymeš” a szlovák neve, mai szlovák nevét csak 1948-ban kapta.
A Magyar Királyi Szent László Lovagrend dicsérő oklevéllel tisztelte meg a községet 2009. július 31-én Nyitrán, a piaristák Szent László templomában megtartott ünnepi szentmisén. A magyar kultúra és hagyomány ápolásában, az ifjú nemzedéknek magyar önazonosságra, európai méltóságra és keresztény értékrendre, valamint a más nemzetek iránti tiszteletre való nevelésében elért kimagasló eredményeinek elismeréséért adományozták az oklevelet Gímesnek. 2009-ben nyílt meg a Forgách Múzeum. 2014-ben nyílt meg a magán Tribecsi Ásványmúzeum.
2019. november 13-án a gerencséri buszbalesetben többen elhunytak és megsérültek a faluból. A szlovák kormány november 15-re nemzeti gyásznapot hirdetett.

## Népessége
| Év:            | 1994. | 2004.   | 2014.   | 2024.   |
| -------------- | ----- | ------- | ------- | ------- |
| Emberek száma: | 1919  | 1984    | 2064    | 2104    |
| Eltérés:       |       | +3,38 % | +4,03 % | +1,93 % |

| Év:            | 2023. | 2024.   |
| -------------- | ----- | ------- |
| Emberek száma: | 2116  | 2104    |
| Eltérés:       |       | -0,56 % |

1880-ban 947 lakosából 782 magyar, 100 szlovák, 22 német anyanyelvű és 43 csecsemő volt.
1890-ben 1081-en lakták, ebből 847 magyar és 182 szlovák anyanyelvű.
1900-ban 1095 lakosából 863 magyar és 180 szlovák anyanyelvű volt.
1910-ben 1134 lakosából 992 magyar, 123 szlovák, 13 német, 1 horvát és 5 más anyanyelvű volt.
1921-ben 1209 lakosából 946 magyar és 249 csehszlovák volt.
1930-ban 1309 lakosából 843 magyar és 450 csehszlovák volt.
1991-ben 1910-en lakták: 874 magyar és 1026 szlovák.
2001-ben 1942 lakosából 1217 szlovák és 711 magyar volt.
2011-ben 2033 lakosából 1376 szlovák és 542 magyar volt.
2021-ben 2075 lakosából 1494 (+43) szlovák, 450 (+45) magyar, 1 (+2) cigány, 1 (+1) ruszin, 16 (+4) egyéb és 113 ismeretlen nemzetiségű.

## Nevezetességei

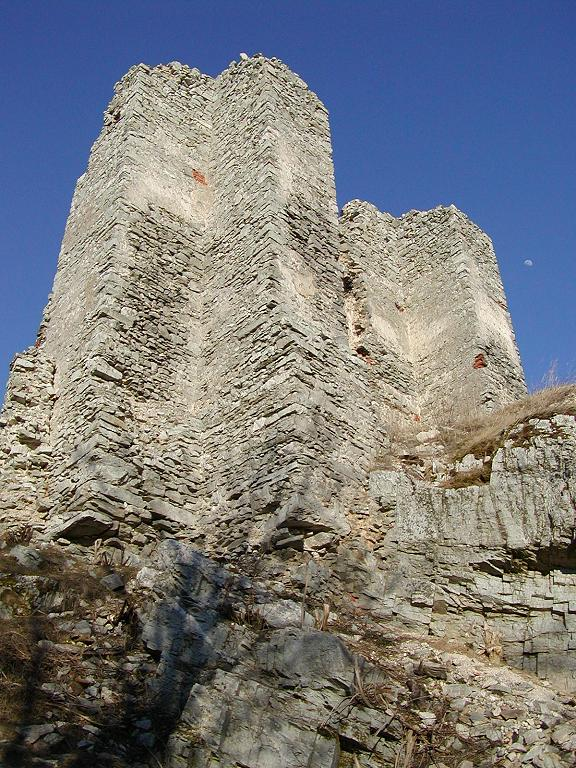
Gímes vára
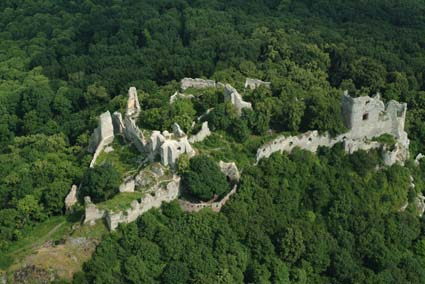
Gímes vára madártávlatból

- A község feletti erdő borította hegy tetején áll Ghymes vára. Falai több emeletnyi magasságban állnak. A várkápolna egykor nevezetes búcsújáróhely volt, elhagyása után a Boldogasszony kegyszobrát a kastély kápolnájába vitték.
- A barokk Forgách-kastélyt 1722-ben kezdték építeni, 1760 és 1770 között jelentősen bővítették. Mai formáját a 20. század elején érte el.
- A Szent Kereszt Felmagasztalása tiszteletére szentelt római katolikus templomát 1722-ben a Forgách család építtette, 1790-ben megújították.
- Nepomuki Szent János tiszteletére szentelt, római katolikus kápolnája a 18. században épült.
- A vár közelében 3-500 éves szelídgesztenyés rezervátum van.
- A Remitázs üdülőközpontban kerül megrendezésre minden év augusztusának végén vagy szeptemberének elején a felvidéki magyar egyetemista diákság gólyatábora, a Gímesi Művelődési Tábor és Gólyatábor.

## Neves személyek
- Itt született 1731-ben gróf Forgách Miklós, Nyitra vármegye főispánja, országgyűlési képviselő.
- Itt született 1897-ben Hevessy Sári tanítónő, költő, pedagógiai szakíró.
- Innét származik Monika Šagátová szlovák színésznő, volt modell.
- Itt szolgált Magyar Pál kincstartó.
- Itt hunyt el Forgách Károly (1825-1911) vadgazda és vadászati szakíró, főrendiházi tag.[22]
- Itt nyugszik Czigány Imre (1917-1985) gímesi plébános-esperes, meghurcolt magyar pap.[23]

## Külső hivatkozások
- Hivatalos oldal
- Községinfó
- Gímes Szlovákia térképén
- Travelatlas.sk
- E-obce.sk